# 中島悟
中島 悟（なかじま さとる）は、 テレビドラマ演出家。

## 作品

### テレビドラマ
※ 特記がない限りは演出担当。
- もう誰も愛さない（1991年、フジテレビ）
- あなただけ見えない（1992年、フジテレビ）
- キライじゃないぜ（1992年、フジテレビ）
- もう涙は見せない（1993年、フジテレビ）※ プロデュース
- 毎度ゴメンなさぁい（1994年、TBS）
- GTO（関西テレビ）
  - GTO（1998年）
  - GTO ドラマスペシャル（1999年）
- 恋の奇跡（1999年、テレビ朝日）
- 超豪華年末ドラマスペシャル ナンバーワン（2001年、TBS）
- 春ランマン（2002年、関西テレビ）
- ホットマン（TBS）
  - ホットマン（2003年）
  - ホットマン'04春スペシャル（2004年）
  - ホットマン2（2004年）
- クニミツの政（2003年、関西テレビ）
- 霊感バスガイド事件簿（2004年、テレビ朝日）
- 星野仙一物語 〜亡き妻へ贈る言葉（2005年、TBS）
- 喰いタン（日本テレビ）
  - 喰いタン（2006年）
  - 喰いタンSP 香港ぜんぶ食べちゃうぞ!編（2006年）
  - 喰いタン2（2007年）
- 探偵学園Q 単発ドラマ（2006年、日本テレビ）
- ドリーム☆アゲイン（2007年、日本テレビ）
- 先生はエライっ!（2008年、日本テレビ）
- 土曜プレミアム 夢の見つけ方教えたる!（2008年、フジテレビ）
- 正義の味方（2008年、日本テレビ）
- 神の雫（2009年、日本テレビ）
- 怪物くん（2010年、日本テレビ）
- デカワンコ（日本テレビ）
  - デカワンコ（2011年）
  - デカワンコ ちょっとだけリターンズ（2011年）
  - デカワンコ 新春スペシャル（2012年）
- ドン★キホーテ（2011年、日本テレビ）
- 理想の息子（2012年、日本テレビ）
- 三毛猫ホームズの推理（2012年、日本テレビ）
- シェアハウスの恋人（2013年、日本テレビ）
- 金曜ロードSHOW! 特別ドラマ企画 チープ・フライト（2013年、日本テレビ）
- ダンダリン 労働基準監督官（2013年、日本テレビ）
- 戦力外捜査官（日本テレビ）
  - 戦力外捜査官（2014年）
  - 戦力外捜査官SPECIAL（2015年）
- 磁石男（日本テレビ）
  - 金曜ロードSHOW! 特別ドラマ企画 磁石男（2014年）
  - 金曜ロードSHOW! 特別ドラマ企画 磁石男2015（2015年）
- きょうは会社休みます。（2014年、日本テレビ）
- ドS刑事（2015年、日本テレビ）
- 世界一難しい恋（2016年、日本テレビ）
- 24時間テレビ39「愛は地球を救う」内スペシャルドラマ 「盲目のヨシノリ先生〜光を失って心が見えた〜」（2016年、日本テレビ）[1]
- 母になる（2017年、日本テレビ）
- 今からあなたを脅迫します（2017年、日本テレビ）[2]
- もみ消して冬〜わが家の問題なかったことに〜（2018年、日本テレビ）
- ゼロ 一獲千金ゲーム（2018年、日本テレビ）
- ドロ刑 -警視庁捜査三課-（2018年、日本テレビ）
- これは経費で落ちません!（2019年、NHK総合）[3]
- 俺の話は長い（2019年、日本テレビ）[4]
- ＃リモラブ 〜普通の恋は邪道〜（2020年、日本テレビ）
- 真犯人フラグ（2021年、日本テレビ）
- 新・信長公記〜クラスメイトは戦国武将〜（2022年7月24日 - 9月25日、読売テレビ・日本テレビ）
- すきすきワンワン!（2023年1月24日 - 3月28日、日本テレビ）
- それってパクリじゃないですか?（2023年4月12日 - 、日本テレビ）

## 受賞歴
- 第68回ザテレビジョンドラマアカデミー賞 [5]
  - 監督賞（『デカワンコ』）